# Stachorutes sphagnophilus
Stachorutes sphagnophilus is een springstaartensoort uit de familie van de Neanuridae. De wetenschappelijke naam van de soort is voor het eerst geldig gepubliceerd in 1996 door Slawska.